# Waltham (Minnesota)
Waltham – miasto w Stanach Zjednoczonych, w stanie Minnesota, w hrabstwie Mower.